# 안데르 아스트랄라가
안데르 아스트랄라가(스페인어: Ander Astralaga Aranguren, 2004년 3월 3일~)는 스페인의 축구 선수로, 바르셀로나와 스페인 연령별 대표팀에서 골키퍼로 활동하고 있다.